# Triplex acies
Triplex acies (trefaldig egg) syftar på den slaglinje de Romerska legionerna under den Romerska republiken, och senare, oftast ställde upp i. Den bestod som namnet antyder av tre linjer. 
Hastati, de minst erfarna soldaterna, stod i första linjen, därefter de mer erfarna principes i andra linjen och slutligen de mest erfarna soldaterna, triarii, i den tredje.  
Om slaglinjerna drivits tillbaka så långt som till tredje linjen var läget ofta allvarligt, därav det romerska talessättet ad triarios rediisse  (att falla på triarii) vilket användes för att påpeka en desperat situation. 